# Berthold Kerkring († 1405)
Berthold Kerkring († 1405) war ein deutscher Ratsherr der Hansestadt Lübeck.

## Leben
Bertold Kerkring gehörte dem Lübecker Rat von 1384 bis 1405 an. Er vertrat die Stadt von 1393 bis 1403 auf Hansetagen. 
Kerkring bewohnte das Haus Johannisstraße 11 in der Lübecker Altstadt und war mit einer Tochter des Ratmanns Tidemann Loos in Visby verheiratet.